# Béatitudes
Pour les articles homonymes, voir Béatitudes (homonymie).

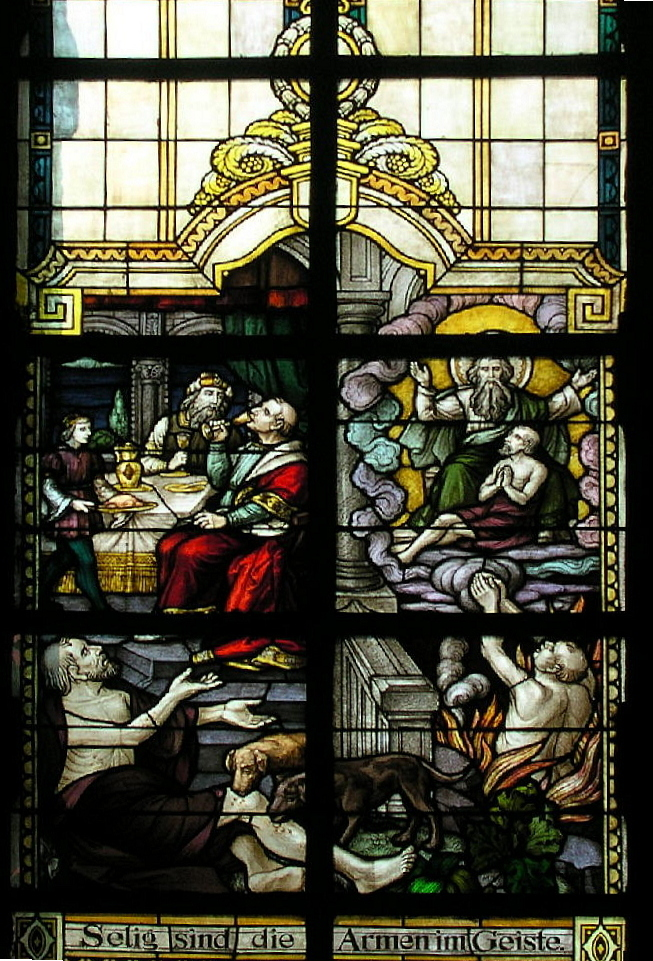
Heureux les simples d'esprit, vitrail de Trittenheim, St. Clemens (1923).

Les Béatitudes (du latin beatitudo, « le bonheur, l'état d'être béni ») sont le nom donné à une partie du Sermon sur la montagne rapporté dans l'Évangile selon Matthieu (5, 3-12) et à une partie du Sermon dans la plaine de l'Évangile selon Luc (6, 20-23). Elles sont au nombre de huit dans l'Évangile selon Matthieu et de quatre dans l'Évangile selon Luc où elles sont suivies par quatre malédictions. Il existe d'autres béatitudes dans les sources juives antérieures aux évangiles, dans la Bible, en particulier dans le Siracide (Si 14, 20-27), ou dans un des manuscrits de la mer Morte provenant de la grotte 4 (4Q525 2 II). Les Béatitudes de l'évangile selon Matthieu présentent une structure qui repose sur le même procédé que celui utilisé pour ces deux derniers textes, ce qui a des conséquences directes sur l'étude du texte de cet évangile[C'est-à-dire ?].
Les Béatitudes des deux évangiles sont citées dans la Liturgie Divine de Jean Chrysostome, liturgie qui continue à être la plus souvent employée dans l'Église orthodoxe.

## Origines
Elles sont au nombre de huit dans l'Évangile selon Matthieu et de quatre dans l'Évangile selon Luc où elles sont suivies par quatre malheurs.
Jésus décrit la félicité de ceux qui iront au Royaume des Cieux, et montre comment chacun d’eux sera béni. Chacune des Béatitudes présente une situation dans laquelle la personne décrite ne serait pas considérée par le monde comme « bénie », et pourtant Jésus déclare qu’elle est vraiment bénie, et d’une bénédiction qui durera plus longtemps que toute bénédiction que le monde est capable de lui offrir.
Le mot traditionnellement traduit en français par « béni » ou « heureux » est dans l'original grec « μακαριος » dont une traduction pleinement littérale serait : « qui possède une joie intérieure incapable d’être affectée par les circonstances qui l’entourent. »
Ces versets sont cités de bonne heure dans la Liturgie Divine de saint Jean Chrysostome, liturgie qui continue à être la plus souvent employée dans l'Église orthodoxe. Des expressions semblables sont aussi enregistrées dans quelques manuscrits de la mer Morte et on en trouve dans des sources juives dans l'Ancien Testament[à développer].

## Béatitudes dans l'Évangile selon Matthieu

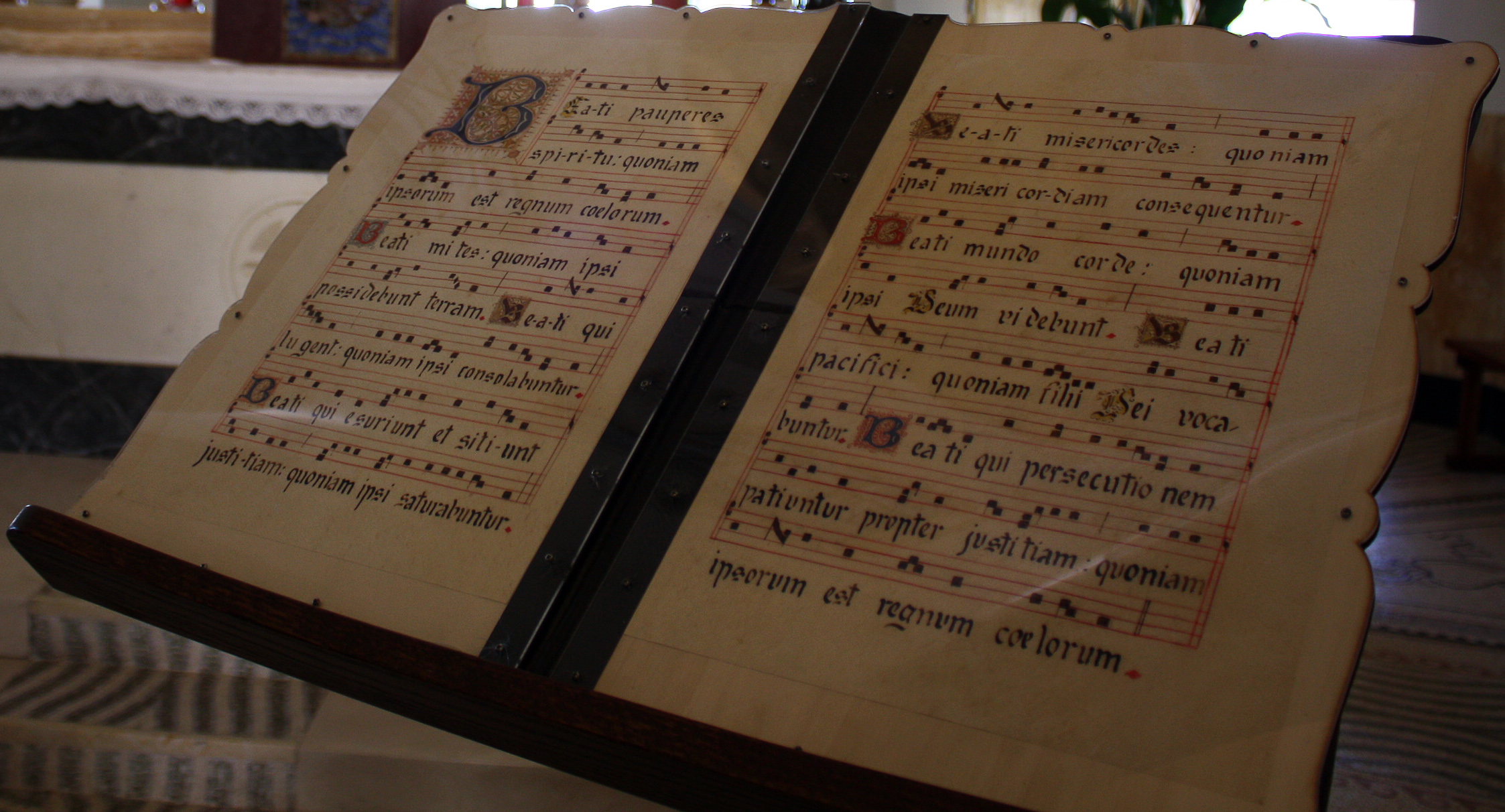
Psautier Beati pauperes de l'église des Béatitudes.

Les 12 premiers verset du chapitre 5 : 
1. Voyant les foules, il gravit la montagne, et quand il fut assis, ses disciples s'approchèrent de lui.

2. Et prenant la parole, il les enseignait en disant :

3. « Heureux les pauvres en esprit, car le Royaume des Cieux est à eux.

4. « Heureux les affligés, car ils seront consolés. 

5. « Heureux les doux, car ils posséderont la terre. 

6. « Heureux les affamés et assoiffés de la justice, car ils seront rassasiés. 

7. « Heureux les miséricordieux, car ils obtiendront miséricorde.

8. « Heureux les cœurs purs, car ils verront Dieu. 

9. « Heureux les artisans de paix, car ils seront appelés fils de Dieu. 

10. « Heureux les persécutés pour la justice, car le Royaume des Cieux est à eux. 

11. « Heureux êtes-vous quand on vous insultera, qu'on vous persécutera, et qu'on dira faussement contre vous toute sorte d'infamie à cause de moi.

12. « Soyez dans la joie et l'allégresse, car votre récompense sera grande dans les cieux : c'est bien ainsi qu'on a persécuté les prophètes, vos devanciers »,.

## Difficultés d'interprétation

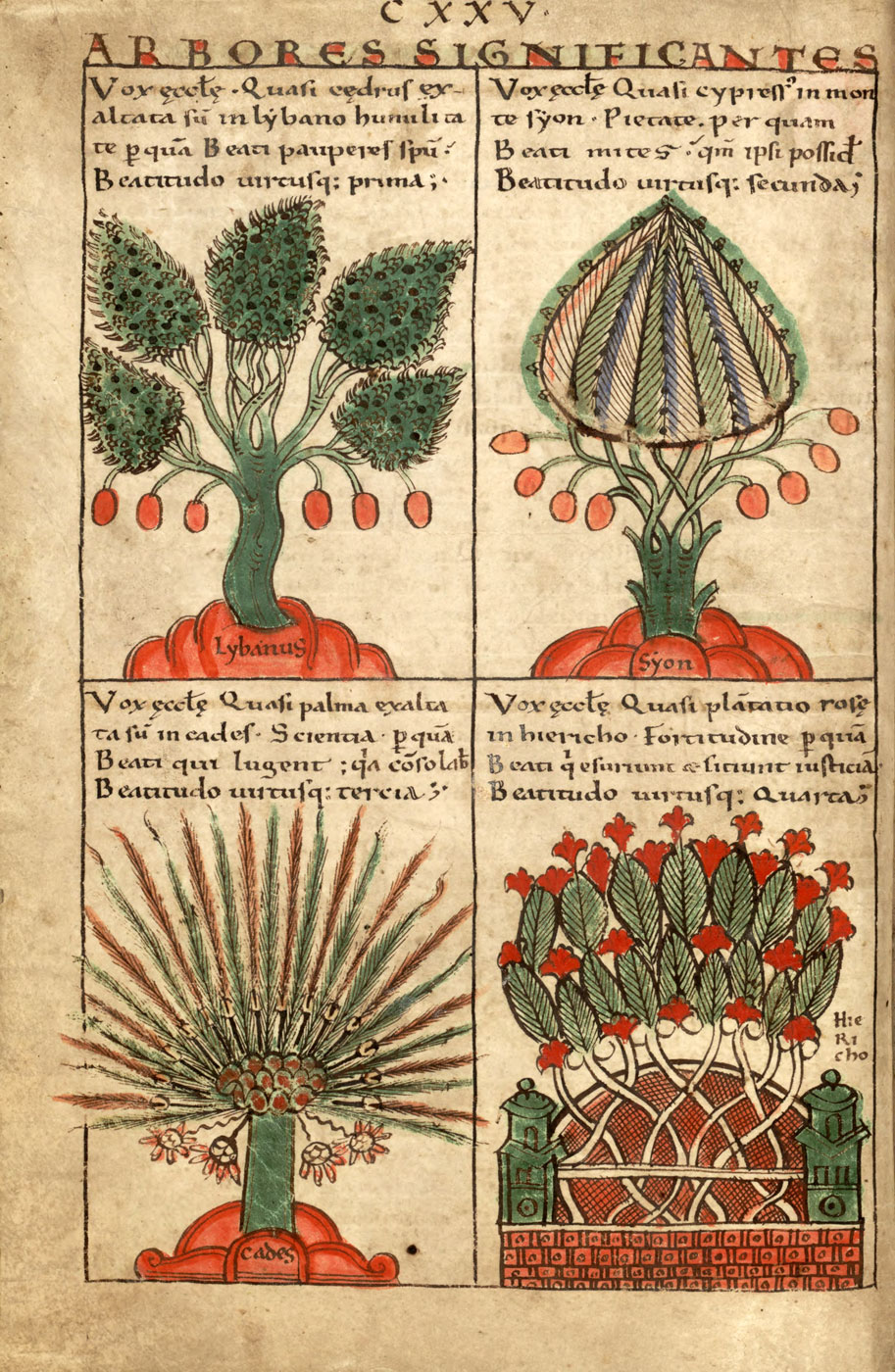
Arbres symbolisant les Béatitudes dans le Liber floridus (XIIe siècle) : cèdre du Liban, cyprès, palmier, rosier.

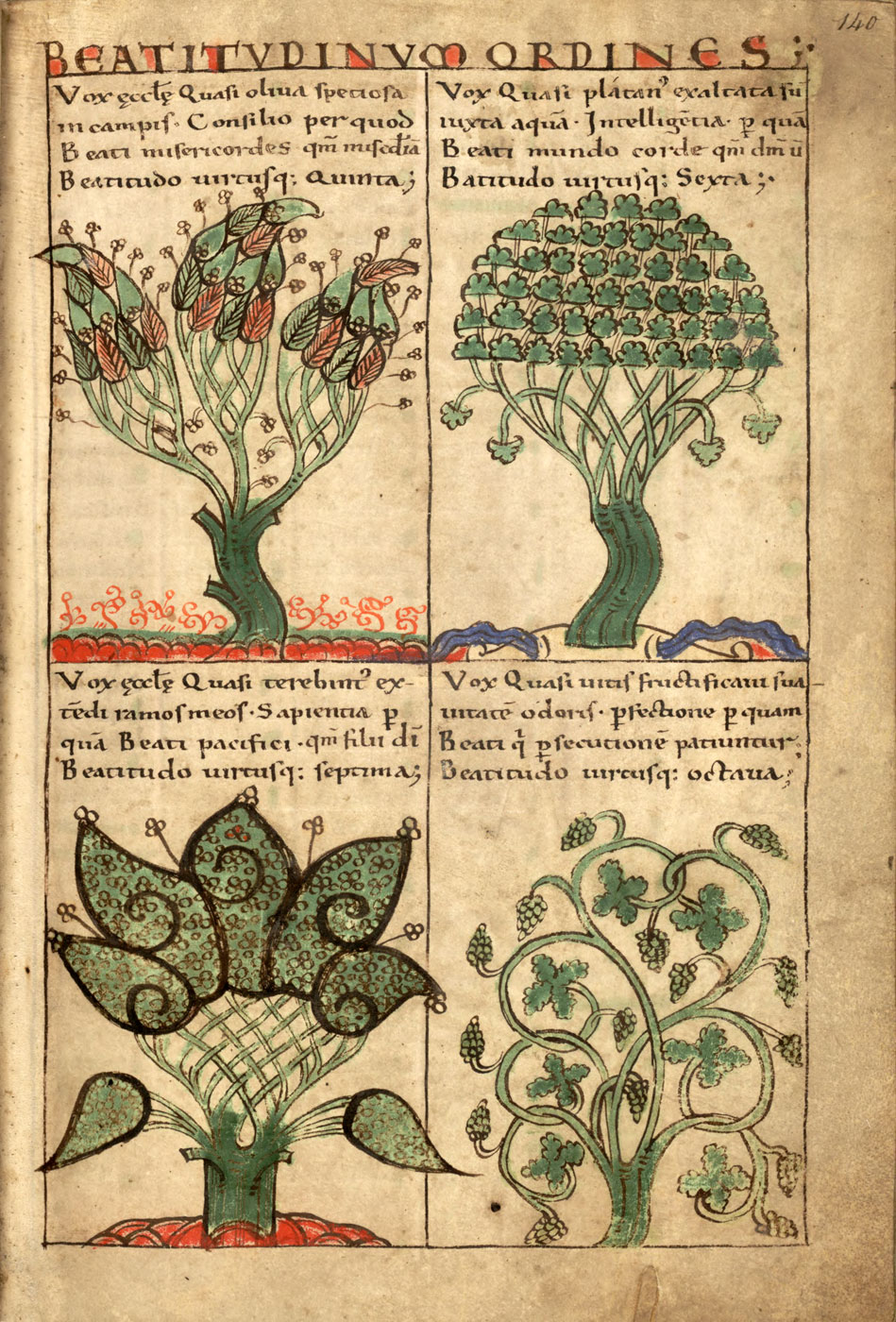
Arbres symboliques : olivier, platane, térébinthe, vigne.

### Les pauvres en esprit
Le troisième verset a donné lieu à plusieurs traductions différentes. Les traducteurs hésitant entre les expressions « pauvres d'esprit », « pauvres en esprit », « pauvres de cœur », « pauvres par l'esprit ». Les seules autres mentions des « Pauvres en esprit » se trouvent à plusieurs reprises dans les Manuscrits de la mer Morte. « Par cette expression ne sont nullement visés les simples d'esprit, mais les humbles, les observants de la Loi qui vivent sous la mouvance de l'Esprit. » Cette expression désigne les membres du yahad (unité, alliance) qui sont consensuellement identifiés aux Esséniens. Dans la terminologie essénienne, les « pauvres en esprit » sont des « fils de lumière », par opposition aux « fils des ténèbres ». De même, tant le mouvement nazoréen — le mouvement juif créé par Jésus (notsrim en hébreu) et dont les membres le reconnaissaient comme Messie — que les esséniens, se désignaient sous le nom de « pauvres », ebyon en hébreu, d'où l'appellation péjorative d'ébionites que les hérésiologues chrétiens donnent aux mouvements judéo-chrétiens à partir de la fin du IIe siècle. Cela renvoie à Jésus qui demande à un riche qui veut devenir son disciple : « Une seule chose te manque : vas, ce que tu as, vends-le et donne-le aux pauvres, et tu auras un trésor dans le ciel ; puis, viens, suis-moi (Mc 10:21) », ou Zachée le publicain qui donne « la moitié de [s]es biens aux pauvres (Lc 19:8) » avant de suivre Jésus. Pareillement, saint Paul indique que « Jésus s'est fait pauvre de riche qu'il était », montrant que Jésus s'est appliqué à lui-même, ce qu'il demandait aux autres.
On comprend alors pourquoi on trouve en tête de ce premier discours de Jésus dans l'évangile selon Matthieu le bonheur des pauvres d'esprit, ces fils du Royaume de la Nouvelle Alliance (yahad), inauguré par Jésus, nouveau Moïse et sagesse de Dieu.
On connaît dans la Bible certaines béatitudes isolées, ou groupées par deux ou trois, rarement quatre. Il existe une série de huit béatitudes dans le Siracide « construite suivant un procédé poétique obéissant à des règles précises pour ce genre littéraire (Si 14, 20-27). » On a pu démontrer que ce même procédé s'appliquait à un des manuscrits de la mer Morte provenant de la grotte 4 (4Q525 2 II). Cette constatation a des conséquences directes sur l'étude du texte de l'évangile selon Matthieu « qui présente lui aussi, une structure reposant sur le même procédé. »

### Une interprétation erronée
La phrase « Bienheureux les pauvres d'esprit… » a parfois été interprétée à contresens comme « Bienheureux les imbéciles », par exemple par Luigi Cascioli, alors qu'elle ne peut être comprise que dans le judaïsme palestinien de l'époque de Jésus. C'est probablement cette difficulté et une volonté polémique qui conduit Origène, un Père de l'Église, à dire que les judéo-chrétiens qu'il appelle péjorativement ébionites (ebyon veut dire « pauvre » en hébreu) sont « pauvres en intelligence ». Il est difficile de ne pas entrevoir un sens péjoratif dans cette réflexion d'Origène, même si c'est aussi une référence à l'évangile selon Matthieu, mais qui parle de « pauvres en esprit ».
De leur côté des théologiens modernes ne manquent pas d'interprétations pour réfuter ce sens sans s'appuyer sur les travaux des historiens et notamment l'analyse des textes juifs, en particulier ceux retrouvés à Qumran. C'est par exemple le cas de Dom Calmet, pour qui cette phrase veut dire « Bienheureux ceux qui ont l'esprit de pauvreté ».

### Symbolisation
Au XIIe siècle, le Liber floridus propose diverses espèces d'arbres pour symboliser chacune des huit béatitudes : cèdre du Liban, cyprès, palmier, rosier, olivier, platane, térébinthe, vigne.